# Síndrome de Klippel-Trenaunay
Síndrome de Klippel–Trénaunay (SKT or KT), anteriormente denominada Síndrome de Klippel–Trénaunay–Weber e, às vezes, angio-osteo-hipertrofia ou hipertrofia hemangiectática, é uma rara síndrome congênita na qual vasos sanguíneos e linfáticos formam-se de maneira anômala. Suas três principais características são mancha em vinho do Porto, também chamadas de hemangioma capilar (malformação capilar), malformações venosas e linfáticas, além de hipertrofia de tecidos moles  do membro afetado. Assemelha-se, apesar de ser distinta desta, com a Síndrome de Parkes Weber.

## Classificação
Existe controvérsia quanto ao diagnóstico de SKT quando uma malformação arteriovenosa está presente. Embora a nomenclatura aceita pela ISSVA é denominar de Síndrome de Parkes Weber nestes casos, a CID-10 atualmente ainda emprega a terminologia em desuso Síndrome de Klippel–Trénaunay–Weber.

## Sinais e sintomas
Os sinais e sintomas que permitem o diagnóstico são congênitos e incluem os seguintes, restritos a um membro inferior ou acometendo um hemicorpo (membro inferior e superior):
- Uma ou mais malformações capilares com bordos bem delimitados
- Veias varicosas
- Hipertrofia do esqueleto e partes moles, podendo acometer o membro contralateral às malformações vasculares, sempre afetando um membro inferior e, às vezes, também o superior ipsilateral (hemihipertrofia)
- Malformações do sistema linfático

As anomalias venosas podem ser superficiais ou profundas e costumam causar dor, queimação, edema , hemangiomas, cansaço e úlceras varicosas no membro afetado. A formação de êmbolos nos vasos venosos profundos afetados pode aumentar o risco de  (embolia pulmonar).
| Sintoma                                                | %   |
| ------------------------------------------------------ | --- |
| Malformação capilar                                    | 98% |
| Hipertrofia do membro afetado (aumento de comprimento) | 67% |
| Hipertrofia circunferencial                            | 77% |
| Varicosidades                                          | 72% |
| Dor                                                    | 37% |
| Sangramento                                            | 17% |
| Trmboflebite superficial                               | 15% |
| Celulite                                               | 13% |
| Sangramento retal                                      | 12% |
| Malformação linfática                                  | 11% |
| Linfedema                                              | 10% |
| Hiperpigmentação                                       | 8%  |
| Úlceras maleolares                                     | 6%  |
| Verrugas                                               | 6%  |
| Hiperidrose                                            | 5%  |
| TVP                                                    | 4%  |
| Induração                                              | 4%  |
| Embolia pulmonar                                       | 4%  |
| Domência do membro                                     | 2%  |

## Genética
Afeta homens e mulheres igualmente e não tem predileção racial.  Não se descobriu ainda uma anomalia genética associada. Existem evidências associando-a à translocação t(8;14)(q22.3;q13). O trabalho de Barker et al (2006) estudou mutações do gene VG5Q, porém mostrou que são apenas polimorfismos não relacionados à síndrome. Pesquisas mais recentes mostraram a ocorrência de mosaicismo para mutações do gene PI3KCA, o qual está relacionado à Síndrome CLOVE, em alguns pacientes com SKT. 

## Tratamento
A SKT é complexa e o tratamento deve ser individualizado. Não existe terapia curativa, apenas sintomática.

### Cirurgia
A ressecção cirúrgica tem sido o tratamento mais frequente há décadas e embora tenham ocorrido progressos significativos, ainda é um procedimento invasivo e com riscos associados.  Opções terapêuticas menos invasivas e mais eficazes têm sido desenvolvidas e a cirurgia de maior porte tornou-se a última linha de tratamento. Cirurgias de ressecção ampla podem deixar deformidades e danos neurológicos permanentes.[carece de fontes?]
A Mayo Clinic relatou a maior experiência no tratamento de SKT com cirurgia de grande porte. Em 39 anos, a equipe de cirurgia da Mayo Clinic avaliou 252 casos consecutivos de SKT, dos quais somente 145 (57.5%) poderiam ser tratados por cirurgia  O sucesso do tratamento cirúrgico de varicosidades foi de apenas 40%, a excisão de malformação vascular foi possível em 60%, operações de ressecção ampla em 65%, e correção de deformidades ósseas e do comprimento do membro  teve 90% de sucesso. Todos os procedimentos demonstraram alta taxa de recorrência no seguimento. Os estudos da Mayo Clinic demonstram que o tratamento cirúrgico primário da SKT tem limitações e abordagens não cirúrgicas precisam ser desenvolvidas para oferecer uma melhor qualidade de vida para esses pacientes. A cirurgia principal, incluindo amputação e cirurgia de ressecção ampla não parecem oferecer qualquer benefício a longo prazo.[carece de fontes?]

### Não cirúrgico
A escleroterapia é um tratamento específico para varicosidades e malformações vasculares na área afetada. Envolve a injeção de um produto químico nas veias anômalas para causar espessamento e obstrução dos vasos-alvo. Tal tratamento pode permitir que o fluxo sanguíneo normal seja retomado. É um procedimento médico não-cirúrgico e não é tão invasivo quanto ressecção ampla. Escleroterapia com espuma guiada por ultra-som é  um novo tratamento que pode potencialmente tratar malformações vasculares grandes.
Terapias de compressão estão encontrando mais uso a partir dos últimos dez anos. O maior problema com a síndrome SKT é que o fluxo sanguíneo e/ou fluxo linfático pode ser impedido, e irá acumular-se na área afetada. Isso pode causar dor, inchaço, inflamações e, em alguns casos, até mesmo ulceração e infecção. Entre as crianças mais velhas e adultos, vestuário de compressão pode ser usado para aliviar quase todos os sintomas, e quando combinado com elevação da área afetada e bom manejo, pode resultar em um estilo de vida confortável para o paciente sem qualquer cirurgia. Roupas de compressão também são usados ultimamente após um procedimento de ressecção ampla para manter os resultados do procedimento. Para tratamento precoce de bebês e crianças com SKT, roupas de compressão personalizadas são impraticáveis devido à taxa de crescimento. Quando as crianças podem se beneficiar de terapias de compressão, bandagens e massagem linfática podem ser usadas. Embora roupas de compressão não sejam apropriadas para todos, elas são relativamente baratas (em comparação com a cirurgia) e têm poucos efeitos colaterais. Possíveis efeitos secundários incluem um ligeiro risco de os fluidos poderem simplesmente ser deslocados para uma localização indesejável (por exemplo, a virilha), ou que a própria terapia de compressão impeça a circulação para as extremidades afetadas. [carece de fontes?]

## História
A condição foi descrita pela primeira vez pelos médicos franceses Maurice Klippel e Paul Trénaunay em 1900. Eles referiram-se a ela como naevus vasculosus osteohypertrophicus. O médico britânico-alemão Frederick Parkes Weber descreveu, em 1907 e 1918, casos  similares, mas não idênticos, àqueles descritos por Klippel e Trénaunay.

## Casos famosos
- Billy Corgan, vocalista da banda The Smashing Pumpkins
- Patience Hodgson, vocalista da banda The Grates
- Casey Martin, golfista profissional
- Matthias Schlitte, Arm Wrestler